# Tibor Fazekas
Tibor Fazekas (Budapest, 1º febbraio 1892 – Budapest, 11 maggio 1982) è stato un nuotatore e pallanuotista ungherese.
È stato un membro dell'Ungheria, che ha partecipato ai Giochi di Stoccolma 1912 e di Parigi 1924.
Ha vinto 1 oro agli Europei 1926 e 1 oro a quelli del 1927.